# 雅瑟
雅瑟，JP（英語：William Monarch Burnside Arthur，1839年12月21日—1912年1月27日），英國教育家，香港拔萃男書院第一任校長（1869年-1878年），香港英軍學校﹙Garrison School﹚、警官學校﹙Police School﹚校長。

## 生平
雅瑟於1839年出生於英國瑟雷，祖上經營薰衣草田，後至美洲發展。雅瑟祖父任職裁縫，自美返英之際，其妻生下雅瑟之父William Burnside Monarch Arthur。據說當時他們乘坐的郵輪名為王者號（Monarch）,而抵英的港口名為伯恩賽德（Burnside）。定居英國後，裁縫夫婦又生下一女莎拉（Sarah A. Rickard），後來擔任過校長。
雅瑟與父同名，只是兩個中間名顛倒而已。大概受到姑母莎拉的影響， 雅瑟也選擇以教學為職志，早年在挪理治（Norwich, Norfolk）擔任教師，後於1863年轉職德文港（Devonport）軍校，同年與汪瑪麗女士﹙Mary Annie Vaughan，1840-1906﹚結褵。
1864年，雅瑟被派任為第75兵團的教師，1868年前往香港，繼續擔任兵房學校（Garrison School）第75團的教師。1869年第75兵團解散，一半兵員遣往新加坡，另一半送到好望角和納塔爾（Natal）。
1869年正值曰字樓孤子院（拔萃男書院前稱）開張，雅瑟於是留港，應聘為臨時校長，夫人擔任女舍監（Matron）。一年後，兩夫婦轉正。
雅瑟在任期間，曰字樓孤子院的學生人數並無顯著上升，但社會各界的捐款則得以常規化，學校營運賴以維持。1877年，曰字樓孤子院成為政府補助學校。
汪瑪麗由於生育頻仍、缺乏調養，身體頗為虛弱。1878年3月，雅瑟終於以妻子身體欠佳為理由而辭職，前往中央書院擔任副校長，還一度代理校長。如1880年代，孫中山從拔萃書室轉入中央書院，數學科即由雅瑟任教。
1887年，雅瑟轉任裁判署書記主任、警官學校校長，歷任裁判官、太平紳士。 活躍於共濟會，時往廈門參與相關活動。
1900年5月，雅瑟退休返英，居於根德郡。汪瑪麗於1906年去世後，移居歌和路。1912年1月27日，雅瑟於歌和路逝世，享壽七十二歲。

## 紀念
- 1918年，拔萃男書院最早的校友陳啟明（1870年入學）捐貲成立兩個獎學金，其一以就讀拔萃時的校長雅瑟命名，其二以自身命名。戰後，兩筆款項合併為「陳啟明與雅瑟獎學金」（Chan Kai Ming & Arthur Scholarships），至今頒發不輟。

- 1949年，拔萃男書院成立雅瑟社（綠社），代號為A，以資銘念。

## 家庭
- 雅瑟之子夏禮﹙Harry Arthur﹚生於香港，曾為臺南安平協領。長媳Lizzie Hastings為拔萃書室學生，唯入學年代稍晚，未曾受教於雅瑟。

- 外孫甘雅瑟（英语：Arthur Grimble）為長女Annie Blanche Arthur之子，亦在港出生，歷任吉里巴斯群島、塞舌爾、向風群島總督，後受騎士爵。